# Bad Boys: Ride or Die
Bad Boys: Ride or Die – amerykańska komedia sensacyjna z 2024 roku w reżyserii Adila El Arbi i Bilalla Fallaha. Jest to czwarta odsłona serii i bezpośrednia kontynuacja filmu Bad Boys for Life z 2020 roku.

## Obsada
- Will Smith jako Michael Eugene „Mike” Lowrey
- Martin Lawrence jako Marcus Miles Burnett
- Vanessa Hudgens jako Kelly
- Alexander Ludwig jako Dorn
- Paola Núñez jako kapitan Rita Secada
- Rhea Seehorn jako Judy Howard
- Quinn Hemphill jako Callie Howard
- John Salley jako Fletcher
- Eric Dane jako James McGrath
- Ioan Gruffudd jako Adam Lockwood
- Jacob Scipio jako Armando Aretas
- Melanie Liburd jako Christine Lowrey
- Tasha Smith jako Theresa Burnett
- Tiffany Haddish jako Tabitha
- Joe Pantoliano jako kapitan Conrad Howard

## Produkcja
Sukces kasowy, który Bad Boys for Life odniósł w weekend otwarcia, sprawił, że wytwórnia Sony ogłosiła plany realizacji czwartej części. 
W kwietniu 2022 roku ogłoszono, że prace nad czwartym filmem zostały wstrzymane z powodu incydentu, podczas którego Will Smith uderzył Chrisa Rocka w czasie ceremonii wręczenia Oscarów w 2022 roku. Jednak w kolejnym miesiącu prezes Sony, Tom Rothman, oznajmił, że pomimo wcześniejszych doniesień prace nad czwartym filmem nadal są w toku. W lutym 2023 roku Smith oficjalnie ogłosił, że on i Lawrence powrócą do swoich ról w nowej części, a Adil i Bilall ponownie zajmą się reżyserią. W marcu 2023 roku ujawniono, że Vanessa Hudgens dołączy do obsady i zagra postać Kelly. W kwietniu 2023 roku ogłoszono, że Paola Núñez i Alexander Ludwig również powrócą do swoich ról z Bad Boys for Life. W tym samym miesiącu do obsady dołączył Ioan Gruffudd. 
Will Smith nalegał, aby w filmie pojawił kapitan Howard, który zginął w poprzednim filmie, więc producent Doug Belgrad skontaktował się z Joem Pantoliano i zaproponował mu powrót do roli.
Główne zdjęcia rozpoczęły się 3 kwietnia 2023 roku w Atlancie, a następnie przeniesiono je do Miami. W lipcu tego samego roku zawieszono je z powodu strajku scenarzystów. Ostatecznie zakończono je 4 marca 2024 roku.

## Odbiór

### Box office
Budżet filmu wyniósł 100 milionów dolarów. Do 14 sierpnia Bad Boys: Ride or Die zarobił w Stanach Zjednoczonych i Kanadzie 193,4 miliona dolarów, a w innych krajach przychody sięgnęły 207,1 milionów dolarów, ca dało łącznie 400,5 miliona dolarów.

### Krytyka w mediach
W serwisie Rotten Tomatoes 65% z 245 recenzji filmu uznano za pozytywne, a średnia ocen, wystawionych na ich podstawie, wyniosła 5,9 na 10. Na portalu Metacritic średnia ocen z 50 recenzji wyniosła 54 punkty na 100.
Film spotkał się z mieszaną reakcją krytyków, ale z przewagą pozytywnych ocen. Michał Walkiewicz z Filmwebu zauważył, że film jest pełen nostalgii i energii, którą wnoszą główni aktorzy, Will Smith i Martin Lawrence. Podkreślił, że mimo pewnych absurdów fabularnych, film dostarcza solidnej rozrywki i jest lepszy, niż można było się spodziewać.
Inne recenzje również wskazują na to, że film jest udaną próbą odświeżenia gatunku komediowej akcji, choć niektórzy krytycy zwracają uwagę na jego przewidywalność i brak innowacyjności.